# Кюне, Густав
Густав Кюне (нем. Kühne; 1806—1888) — немецкий писатель

-беллетрист и литературный критик.

## Биография

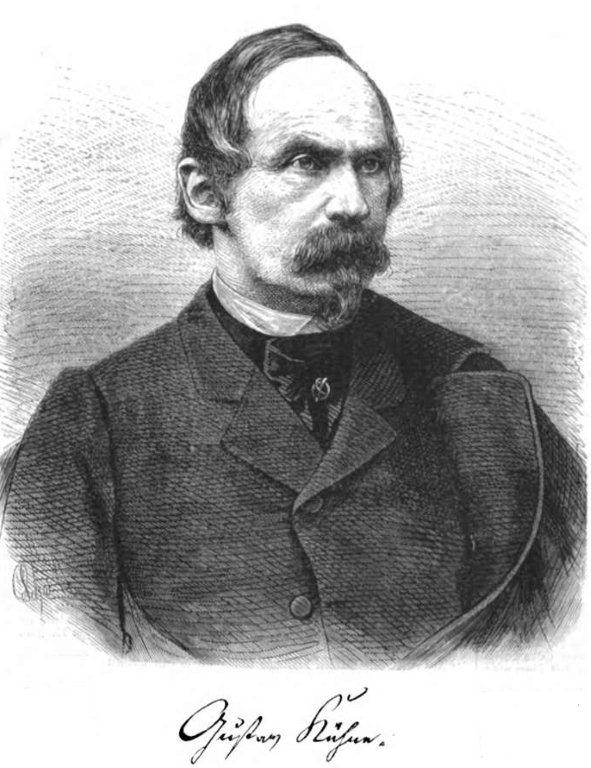
Густав Кюне

Получил известность благодаря повести «Eine Quarautaine im Irrenhause» (1835), с яркими картинами психического заболевания; в ней приведены идеи, впоследствии в систематизированном виде высказанные Бюхнером и Малешоттом; в этой повести Кюне всецело примыкает к «Молодой Германии».
В «Klosternovellen» (2 изд., 1862) идейный элемент отступает на задний план, чего нельзя сказать о других произведениях автора («Die Rebellen von Irland», 2 изд. 1866; «Die Freimaurer», 2 изд., 1867), представляющих собой богатый исторический материал. Выдающимся талантом отличаются его биографические сборники: ."Männliche und weibliche Charaktere" (1838), «Deutsche Charaktere» и «Portraits und Silhouetten». Характеристика 1848—1850 гг. встречается в его автобиографическом «Tagebuch in bewegter Zeit». Собрание сочинений Кюне появилось в 1862—1867 гг.
Густав Кюне оказал неоценимый вклад в становление Клары Бауэр, как писательницы.